# Treinamento em circuito
O treinamento em circuito é uma forma de condicionamento corporal, treinamento de resistência ou treinamento de força, utilizando exercícios aeróbicos de alta intensidade. Destina-se a construção de força e resistência muscular. Um "circuito" de exercício é uma conclusão de todos os exercícios definidos no programa. Quando um circuito está completo, começa-se o primeiro exercício novamente para o próximo circuito. Tradicionalmente, o tempo entre os exercícios no treinamento em circuito é curto, geralmente com movimento rápido para o próximo exercício.
O programa foi desenvolvido por RE Morgan e GT Anderson em 1953 na Universidade de Leeds, na Inglaterra.

## Exercícios comuns em um treinamento em circuito
Um circuito deve trabalhar cada seção do corpo individualmente. As atividades típicas incluem as seguintes:
Membros superiores
- Flexões
- Mergulhos
- Remadas
- Arremessos com bola de medicineball
- Supino
- Supino inclinado

Core e tronco
- Sit ups (abdominais infra)
- Crunch (parte superior do abdômen)
- Extensão da lombar

Membros inferiores
- Agachamentos
- Afundos
- Agachamentos com salto
- Step ups
- Tiros em linha reta
- Agachamentos em banco

Corpo todo
- Burpees
- Esteiras
- Agachamentos com impulso
- Montanha
- Corrida

## Efeitos do treinamento em circuito
Estudos da Universidade Baylor e do Instituto Cooper mostram que o treinamento em circuito é a maneira mais eficiente de melhorar a aptidão cardiovascular e a resistência muscular. Estudos demonstram que o treinamento em circuito ajuda as mulheres a atingir seus objetivos e a mantê-los por mais tempo do que outras formas de exercício ou dieta.
Uma vantagem é que o tempo reduzido de cada estação incentivará os participantes a levantar pesos mais pesados, o que significa que eles podem obter sobrecarga com um número menor de repetições: normalmente na faixa de 25 a 50, dependendo de seus objetivos de treinamento.